# معرض طهران الدولي للكتاب

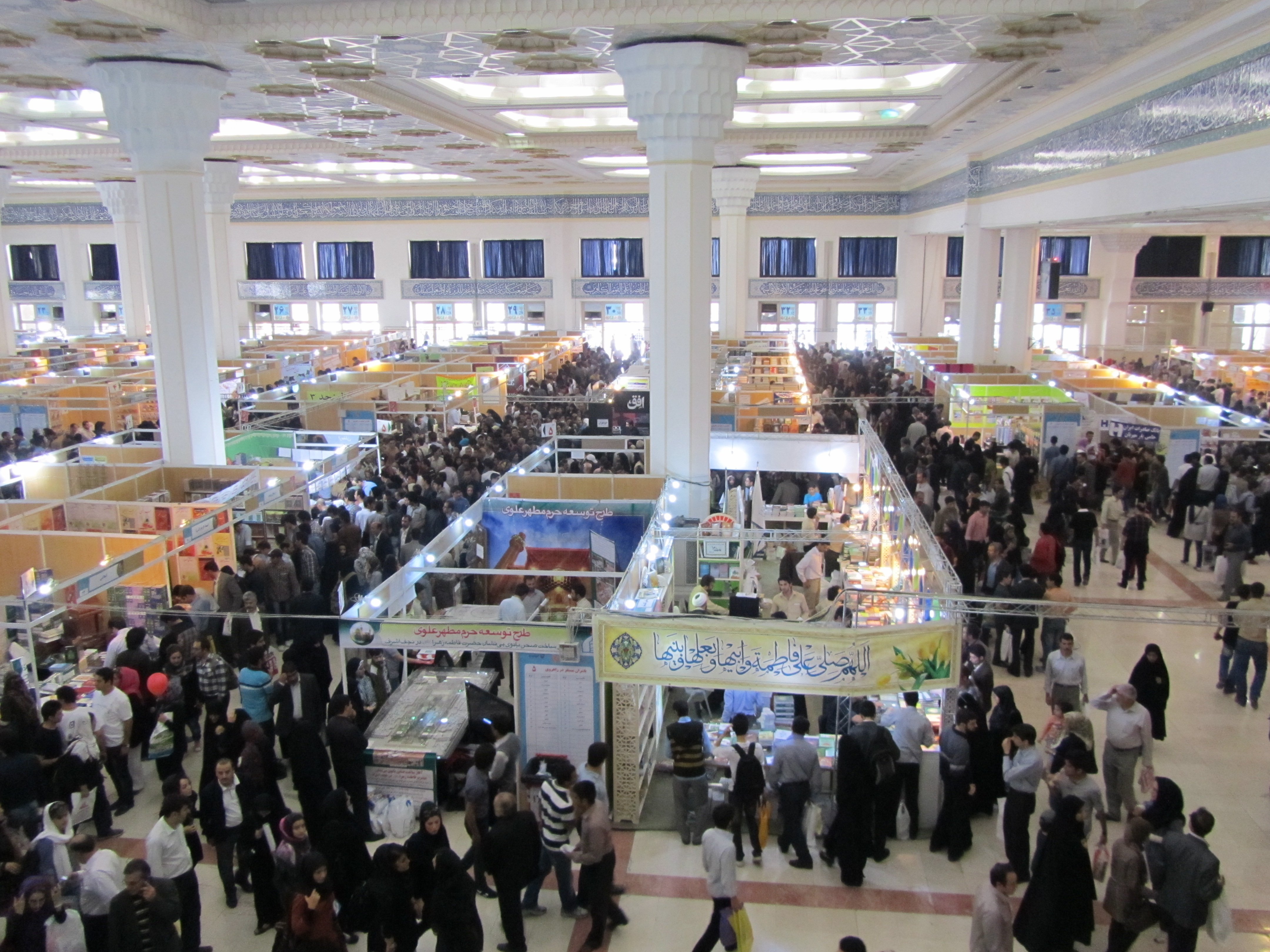
معرض طهران الدولي للكتاب- عام 2012 مـ

معرض طهران الدولي للكتاب هو المعرض الكتاب الدولي السنوي الذي يعقد في طهران، إيران بحضور دور نشر مختلفة من أرجاء العالم. كان يعقد الحدث في مكان بمساحة 120,000 متر مربع في أرض مصلي طهران الكبير، ويعقد الآن في معرض شهر آفتاب في جنوب طهران ويوفّر أيضا فرصة للناشرين لمناقشة التعاون في المستقبل. ويضم المعرض أيضا أقسام خاصة، بما في ذلك بيت الأدب الذي يكرم الشخصيات الثقافية الإيرانية البارزة من مجموعة متنوعة من التخصصات.